# 寧順省
寧順省（越南语：／），舊稱潘郎省，是原越南中南沿海地區的一個省，省莅潘郎-塔占市。舊為占婆之地，境內有波克朗加莱塔。

## 地理
宁顺省北邻慶和省，南接平順省，東临南中國海，西接林同省。

## 历史

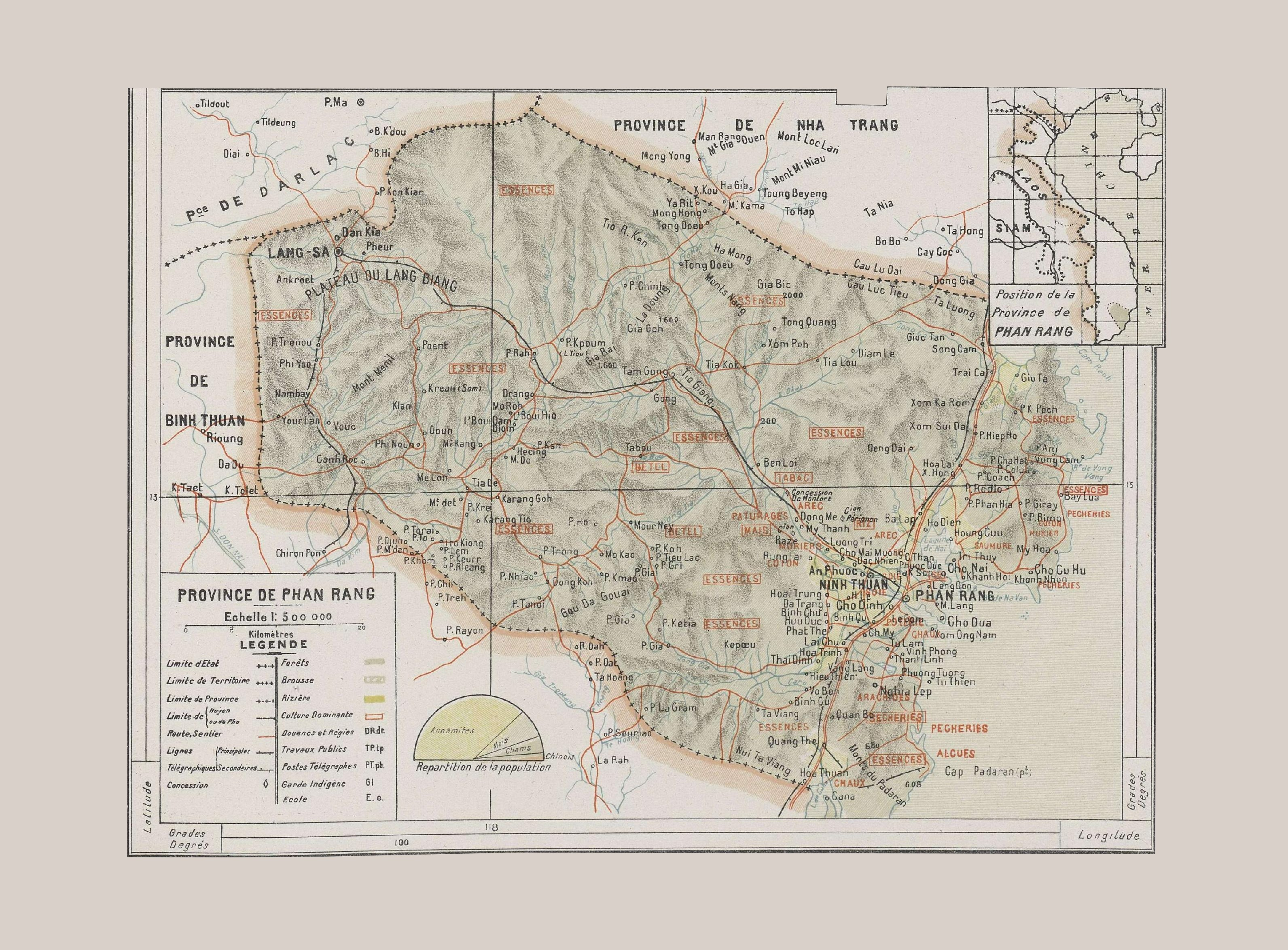
法属印度支那时期的潘郎省地图

757年至1832年期間，寧順被稱為賓童龍 (Panduranga)，是占婆的一個小國。
1901年，根據印度支那總督的法令，建立潘郎省 (Tỉnh Phan Rang)，然后並更名為寧順省 (Tỉnh Ninh Thuận)。潘郎省的領土以舊賓童龍為基礎。
1976年2月，平顺省和宁顺省合并为顺海省。宁顺省区域包括潘郎市社、宁山县、宁海县和安福县1市社3县。
1977年4月27日，顺海省撤销安福县和潘郎市社，宁山县、安福县8社和潘郎市社3坊合并为安山县，宁海县、安福县4社和潘郎市社6坊合并为宁海县。
1981年9月1日，顺海省安山县和宁海县分设为潘郎-塔占市社、宁山县、宁海县和宁福县。
1991年7月，潘郎-塔占市社庆海社划归宁海县管辖。
1991年12月26日，顺海省重新分设为平顺省和宁顺省，宁顺省下辖潘郎-塔占市社、宁山县、宁海县、宁福县1市社3县，省莅潘郎-塔占市社。
2000年11月6日，宁山县析置博爱县。
2005年2月2日，潘郎-塔占市社被评定为三级城市。
2005年7月7日，宁海县析置顺北县。
2007年2月8日，潘郎-塔占市社改制为潘郎-塔占市。
2009年6月10日，宁福县析置顺南县。
2015年2月26日，潘郎-塔占市被评定为二级城市。
2025年7月1日併入慶和省後走入歷史。

## 行政區劃
寧順省下轄1市6縣，省莅潘郎-塔占市。
- 潘郎-塔占市（Thành phố Phan Rang-Tháp Chàm）
- 博愛縣（Huyện Bác Ái）
- 寧海縣（Huyện Ninh Hải）
- 寧福縣（Huyện Ninh Phước）
- 寧山縣（Huyện Ninh Sơn）
- 順北縣（Huyện Thuận Bắc）
- 顺南县（Huyện Thuận Nam）

## 外部連結
- 宁顺省电子信息门户网站 （页面存档备份，存于）（越南文）